# NGC 2267
NGC 2267 في الفهرس العام الجديد، هي مجرة، تقع في كوكبة الكلب الأكبر. اكتشفت في 16 فبراير 1836 بواسطة جون هيرشل.

## روابط خارجية
- NGC 2267 على موقع ويكي سكاي: DSS2, SDSS, GALEX, IRAS, Hydrogen α, X-Ray, Astrophoto, Sky Map, Articles and images